# Адриан с острова Мэй
Адриан или Магирдл (Magirdle, погиб в 875 году) — священномученик с острова Мэй. День памяти — 4 марта.

## Житие
Адриан, иначе именуемый Магирдл, был ирландским епископом, обосновавшимся вместе с Стальбрандом (Stalbrand), Геодианом (Geodianus), Каем (Caius), Хлодианом (Clodian) и иными на острове Мэй. Он был убит во время датского нашествия. Давид I впоследствии основал на острове монастырь, ставший местом паломничества. Святого Адриана именовали также Маггинс (Muggins, т.е простак). Это имело место не поблизости от острова Мэй, но на границе Файфа и Пертшира, где известны крест Магдрама в Абернети (the Mugdrum cross at Abernethy) или группа камней на реке Тей у Флиска, называемая кафедрой св. Маггина (St Muggin's Seat).